# 사생활 (드라마)
《사생활》은 2020년 10월 7일부터 2020년 11월 26일까지 방송된 JTBC 수목 드라마이다.

## 기획의도
의도치 않게 국가의 사생활에 개입하게 된 사기꾼들이 모든 기술을 총동원해 골리앗 같은 대기업과 사기 대결을 펼치며 거대한 사생활을 밝혀내는 이야기.

## 등장인물

### 주요 인물
- 서현 : 차주은 역 - 경력 29년 생활형 사기꾼, 팍팍하고 구질구질한 삶이 싫어서, 사생활을 조작하는 여자, 주은! 현태와 미숙의 딸.
- 고경표 : 이정환 역 - GK 테크놀로지 개발 2팀 소속, 살기 위해, 사기꾼들 사이에 사생활을 던진 남자, 정환!
- 김효진 : 정복기 역 - 전 아나운서 현 사기 사업 전문가, 타인의 사생활을 이용하는 여자, 전 아나운서 정윤경, 현 사기꾼 정복기!
- 김영민 : 김재욱 역 - GK 테크놀로지 출신 사기꾼, 더 많이 갖기 위해, 타인의 사생활을 짓밟는 남자, 재욱!

### 주은의 사람들
- 박성근 : 차현태 역 - 주은의 아버지, 시골에서 무작정 상경한 나이트 클럽 웨이터 출신, 사기꾼.
- 송선미 : 김미숙 역 - 주은의 어머니, 한때 나이트 클럽 죽순이, 사기꾼.
- 태원석 : 한손 역 - 본명 원빈. 주은의 사기멘토, 한때 권투 선수, 그리고 조폭. 미숙과 주은의 사기 파트너.
- 유희제 : 박태주 역 - 정환의 동창, 정환과 보육원 동기, 사채업자.
- 장진희 : 장민정 역 - 주은의 절친, 주은과 청파여자교도소 방동기, 한때 화류계 여성 불법 도박장 운영.
- 윤사봉 : 양인숙 역 - 전 강력계 반장, 현 돼지갈비집 사장. 전직 강력반 형사(반장). 현재는 퇴직 후 남편과 돼지갈비집 운영.
- 김서원 : 남사장 역 - 인숙의 남편, 예술가와 몽상가 사이.

### 정환의 사람들
- 김민상 : 김상만 역 - GK 테크놀로지 실장, GK전자 전략기획2실, 김상만 실장
- 김바다 : 우석호 역 - GK 테크놀로지 팀장, GK전자 전략기획 2실, 팀장.
- 장원혁 : 최윤석 역 - 천재 해커, 컴퓨터 천재. 동네 컴퓨터 수리점 "못고쳐 컴퓨터" 운영. 본업은 해커.
- 송상은 : 고혜원 역 - 스파이흥신소 경리, 왕년 용산월드의 미스고.
- 차수연 : 오현경 역 - 석호의 아내, 변호사, GK 계열사 부사장의 딸.
- 민지오 : 유병준 역 - 개혁보수당 소속, 전 검사. 현 제1야당 개혁보수당 국회의원. 유력한 차기 대통령 후보.

### 경찰서 사람들
- 이학주 : 김명현 역 - 강력3팀 형사
- 박성훈 : 정대상 역 - 강력3팀 수사과장, 큰 사건 하나 건져 출세의 기회를 잡아보려고 호시탐탐 노리는 정대상.
- 이윤설 : 강수진 역 - 강력3팀 형사, 명현의 파트너 형사. 수사과장 (정대상)의 직속라인이다.
- 곽민호 : 이민규 역 - 강력3팀 팀장, 강력팀 팀장. 한때 양인숙 반장 후배.
- 윤정훈 : 박경섭 역 - 강력3팀 막내, 서울지방경찰청 강력3팀의 막내.

### 그 외 인물
- 한규원 : 박총무 역
- 장의돈 : 권혁장 역 - 보수 정당 대선후보. 유병준의 라이벌.
- 이지혁 : 박 사장 역 - 본명 박충섭. 원라인 사장. 권혁장 의원의 후원회장.
- 하영 : 유미영 역 - 원라인 사장 박충섭의 불륜녀.
- 신동력 : 정현철 역 - UI 최경환 회장의 운전기사. 다함께교회의 하늘재단 이사.
- 이상보 : 안세진 역 - 주은의 산업스파이 건 담당형사.
- 서영 : 지민희 역 - 젠틀맨 클럽 매니저 실장.
- 예량 : 유민서 역 - 유병준 의원의 딸.
- 배유리 : 사회부 기자 역
- 한정호 : 박동은 역 - GK 테크놀로지 용역 건달.

### 특별출연
- 이범수 : 최용진 역 - UI통신 회장. 전 최경환 회장의 차남

## 시청률
최저 시청률과 최고 시청률은 시청률 조사회사와 지역별로 시청률에 차이가 있을 수 있습니다.
| 2020년 | 2020년    | 2020년         | 2020년         | 2020년       | 2020년 |
| 회차   | 방송일    | TNmS 시청률    | AGB 시청률     | AGB 시청률   |        |
| 회차   | 방송일    | 대한민국(전국) | 대한민국(전국) | 서울(수도권) |        |
| ------ | --------- | -------------- | -------------- | ------------ | ------ |
| 제1회  | 10월 7일  | 1.6%           | 1.1%           | 2.3%         |        |
| 제1회  | 10월 7일  | %              | %              | %            |        |
| 제2회  | 10월 8일  | %              | %              | %            |        |
| 제2회  | 10월 8일  | %              | %              | %            |        |
| 제3회  | 10월 14일 | %              | %              | %            |        |
| 제3회  | 10월 14일 | %              | %              | %            |        |
| 제4회  | 10월 15일 | %              | %              | %            |        |
| 제4회  | 10월 15일 | %              | %              | %            |        |
| 제5회  | 10월 21일 | %              | %              | %            |        |
| 제5회  | 10월 21일 | %              | %              | %            |        |
| 제6회  | 10월 22일 | %              | %              | %            |        |
| 제6회  | 10월 22일 | %              | %              | %            |        |
| 제7회  | 10월 28일 | %              | %              | %            |        |
| 제7회  | 10월 28일 | %              | %              | %            |        |
| 제8회  | 10월 29일 | %              | %              | %            |        |
| 제8회  | 10월 29일 | %              | %              | %            |        |
| 제9회  | 11월 4일  | %              | %              | %            |        |
| 제9회  | 11월 4일  | %              | %              | %            |        |
| 제10회 | 11월 5일  | %              | %              | %            |        |
| 제10회 | 11월 5일  | %              | %              | %            |        |
| 제11회 | 11월 11일 | %              | %              | %            |        |
| 제11회 | 11월 11일 | %              | %              | %            |        |
| 제12회 | 11월 12일 | %              | %              | %            |        |
| 제12회 | 11월 12일 | %              | %              | %            |        |
| 제13회 | 11월 18일 | %              | %              | %            |        |
| 제13회 | 11월 18일 | %              | %              | %            |        |
| 제14회 | 11월 19일 | %              | %              | %            |        |
| 제14회 | 11월 19일 | %              | %              | %            |        |
| 제15회 | 11월 25일 | %              | %              | %            |        |
| 제15회 | 11월 25일 | %              | %              | %            |        |
| 제16회 | 11월 26일 | %              | %              | %            |        |
| 제16회 | 11월 26일 | %              | %              | %            |        |

## 촬영지
- 용인한숲시티

## 같이 보기
- 대한민국의 텔레비전 드라마 목록 (ㅅ)
- 2020년 대한민국의 텔레비전 드라마 목록